# Luxemburg op het Eurovisiesongfestival 1960
Luxemburg nam deel aan het  Eurovisiesongfestival 1960, gehouden  in Londen, Verenigd Koninkrijk. Het was de vierde deelname van het land aan het Eurovisiesongfestival. 

## Selectieprocedure
Camillo Felgen was intern geselecteerd door de Luxemburgse omroep Télé Luxembourg om zijn land te vertegenwoordigen. Het lied So laang we's du do bast was speciaal voor het festival geschreven. Luxemburg had bij het songfestival van 1959 verstek laten gaan door de laatste plaats het jaar ervoor. Ook in 1960 had het land geen geluk: ze werden weer laatste.
1956 · 1957 · 1958 · 1959 · 1960 · 1961 · 1962 · 1963 · 1964 · 1965 · 1966 · 1967 · 1968 · 1969 · 1970 · 1971 · 1972 · 1973 · 1974 · 1975 · 1976 · 1977 · 1978 · 1979 · 1980 · 1981 · 1982 · 1983 · 1984 · 1985 · 1986 · 1987 · 1988 · 1989 · 1990 · 1991 · 1992 · 1993 · 1994-2023 · 2024 · 2025